# قهرمانی کشتی جهان ۱۹۹۹
قهرمانی کشتی جهان ۱۹۹۹ پنجاه و یکمین دوره از رقابت‌های قهرمانی جهان می‌باشد که در سه بخش آزاد مردان در آنکارا، ترکیه، فرنگی مردان در آتن، یونان و آزاد زنان در بودن، سوئد برگزار شد.

## جدول مدال‌ها
| رتبه            | کشور                | طلا | نقره | برنز | مجموع |
| --------------- | ------------------- | --- | ---- | ---- | ----- |
| ۱               | روسیه               | ۴   | ۳    | ۲    | ۹     |
| ۲               | ایالات متحده آمریکا | ۳   | ۲    | ۱    | ۶     |
| ۳               | کرهٔ جنوبی           | ۳   | ۲    | ۰    | ۵     |
| ۴               | ژاپن                | ۳   | ۱    | ۰    | ۴     |
| ۴               | کوبا                | ۳   | ۱    | ۰    | ۴     |
| ۶               | ترکیه               | ۲   | ۱    | ۲    | ۵     |
| ۷               | کانادا              | ۱   | ۱    | ۱    | ۳     |
| ۸               | فرانسه              | ۱   | ۱    | ۰    | ۲     |
| ۸               | قزاقستان            | ۱   | ۱    | ۰    | ۲     |
| ۱۰              | اوکراین             | ۱   | ۰    | ۱    | ۲     |
| ۱۱              | آلمان               | ۰   | ۳    | ۱    | ۴     |
| ۱۲              | ایران               | ۰   | ۲    | ۱    | ۳     |
| ۱۲              | چین                 | ۰   | ۲    | ۱    | ۳     |
| ۱۴              | ازبکستان            | ۰   | ۱    | ۲    | ۳     |
| ۱۵              | لهستان              | ۰   | ۱    | ۱    | ۲     |
| ۱۶              | بلغارستان           | ۰   | ۰    | ۲    | ۲     |
| ۱۶              | سوئد                | ۰   | ۰    | ۲    | ۲     |
| ۱۸              | اسرائیل             | ۰   | ۰    | ۱    | ۱     |
| ۱۸              | بلاروس              | ۰   | ۰    | ۱    | ۱     |
| ۱۸              | قرقیزستان           | ۰   | ۰    | ۱    | ۱     |
| ۱۸              | نروژ                | ۰   | ۰    | ۱    | ۱     |
| ۱۸              | یونان               | ۰   | ۰    | ۱    | ۱     |
| مجموع (۲۲ کشور) | مجموع (۲۲ کشور)     | ۲۲  | ۲۲   | ۲۲   | ۶۶    |

## رده‌بندی تیمی
| رتبه | آزاد مردان          | آزاد مردان | فرنگی مردان | فرنگی مردان | آزاد زنان           | آزاد زنان |
| رتبه | تیم                 | امتیازات   | تیم         | امتیازات    | تیم                 | امتیازات  |
| ---- | ------------------- | ---------- | ----------- | ----------- | ------------------- | --------- |
| ۱    | روسیه               | ۴۸         | روسیه       | ۴۰          | ایالات متحده آمریکا | ۴۷        |
| ۲    | ایالات متحده آمریکا | ۴۵         | کوبا        | ۳۸          | ژاپن                | ۴۶        |
| ۳    | ترکیه               | ۴۵         | کرهٔ جنوبی   | ۳۲          | چین                 | ۲۹٫۵      |
| ۴    | ایران               | ۳۴         | قزاقستان    | ۲۶          | روسیه               | ۲۹        |
| ۵    | ازبکستان            | ۳۰         | ترکیه       | ۲۶          | کانادا              | ۲۴        |
| ۶    | کرهٔ جنوبی           | ۲۸         | بلاروس      | ۲۵          | ونزوئلا             | ۲۲        |
| ۷    | اوکراین             | ۲۴         | مجارستان    | ۲۲          | اوکراین             | ۲۰٫۵      |
| ۸    | کوبا                | ۲۰         | آلمان       | ۱۹          | سوئد                | ۲۰        |
| ۹    | بلغارستان           | ۱۸         | سوئد        | ۱۸          | نروژ                | ۲۰        |
| ۱۰   | آلمان               | ۱۷         | بلغارستان   | ۱۶          | فرانسه              | ۱۷        |

## خلاصه مدال‌ها

### آزاد مردان
| رویداد | طلا                              | نقره                                    | برنز                           |
| ۵۴ ک‌گ  | کیم وو-یونگ · کرهٔ جنوبی          | ادهم آچیلف · ازبکستان                   | اولکساندر زاخاروک · اوکراین    |
| ۵۸ ک‌گ  | هارون دوغان · ترکیه              | علیرضا دبیر · ایران                     | دامیر زاخارتدینوف · ازبکستان   |
| ۶۳ ک‌گ  | البروس تدیف · اوکراین            | جانگ جائه-سونگ · کرهٔ جنوبی              | رامیل اسلاموف · ازبکستان       |
| ۶۹ ک‌گ  | دانیل ایگالی · کانادا            | لینکولن مک‌ایلریوی · ایالات متحده آمریکا | یوکسل سانلی · ترکیه            |
| ۷۶ ک‌گ  | آدام سایتیف · روسیه              | الکساندر لیپولد · آلمان                 | آدم برکت · ترکیه               |
| ۸۵ ک‌گ  | یوئل رومرو · کوبا                | خادژیمراد ماگومدوف · روسیه              | لس گوتچز · ایالات متحده آمریکا |
| ۹۷ ک‌گ  | ساگید مورتازالیف · روسیه         | علیرضا حیدری · ایران                    | مارک گارمولویچ · لهستان        |
| ۱۳۰ ک‌گ | استفان نیل · ایالات متحده آمریکا | آندری شومیلین · روسیه                   | عباس جدیدی · ایران             |

### فرنگی مردان
| رویداد | طلا                        | نقره                      | برنز                        |
| ۵۴ ک‌گ  | لازارو ریواس · کوبا        | ها ته-یون · کرهٔ جنوبی     | آلفرد تر-مکرتچیان · آلمان   |
| ۵۸ ک‌گ  | کیم این-سوب · کرهٔ جنوبی    | یوری ملنیچنکو · قزاقستان  | آرمن نازاریان · بلغارستان   |
| ۶۳ ک‌گ  | مخیتار مانوکیان · قزاقستان | شرف ارقلو · ترکیه         | مایکل بیلین · اسرائیل       |
| ۶۹ ک‌گ  | سون سانگ-پیل · کرهٔ جنوبی   | الکساندر ترتیاکوف · روسیه | ولادیمیر کوپیتوف · بلاروس   |
| ۷۶ ک‌گ  | نظمی آولوجا · ترکیه        | ایون ریمر · فرانسه        | دیمیتریوس آورامیس · یونان   |
| ۸۵ ک‌گ  | لوئیز مندز · کوبا          | توماس زندر · آلمان        | راتبیک صنعتبایف · قرقیزستان |
| ۹۷ ک‌گ  | گوگی کوگواشویلی · روسیه    | آندژی ورونسکی · لهستان    | میکل لیونبرگ · سوئد         |
| ۱۳۰ ک‌گ | الکساندر کارلین · روسیه    | هکتور میلیان · کوبا       | سرگی موریکو · بلغارستان     |

### آزاد زنان
| رویداد | طلا                                   | نقره                                 | برنز                              |
| ۴۶ ک‌گ  | Tricia Saunders · ایالات متحده آمریکا | Zhong Xiue · چین                     | Inga Karamchakova · روسیه         |
| ۵۱ ک‌گ  | Seiko Yamamoto · ژاپن                 | Erica Sharp · کانادا                 | Gao Yanzhi · چین                  |
| ۵۶ ک‌گ  | آنا گومیس · فرانسه                    | Mariko Shimizu · ژاپن                | Gudrun Høie · نروژ                |
| ۶۲ ک‌گ  | Ayako Shoda · ژاپن                    | Meng Lili · چین                      | Lotta Andersson · سوئد            |
| ۶۸ ک‌گ  | Sandra Bacher · ایالات متحده آمریکا   | Anita Schätzle · آلمان               | Anna Shamova · روسیه              |
| ۷۶ ک‌گ  | کیوکو هاماگوچی · ژاپن                 | Kristie Marano · ایالات متحده آمریکا | کریستین نوردهاگن ویرلینگ · کانادا |